# さよならをもう一度 (映画)
『さよならをもう一度』（さよならをもういちど、原題：英: Goodbye Again、仏: Aimez-vous Brahms?）は、1961年のフランス・アメリカ合作映画。フランスの作家フランソワーズ・サガンの小説『ブラームスはお好き』（Aimez-vous Brahms? ）を映画化したもの。初公開は1961年6月29日。日本での公開は10月25日。ブラームスの交響曲第3番第3楽章（ポコ・アレグレット）の甘美なメロディが様々にアレンジされ、各場面で効果的に使われている。
第14回カンヌ国際映画祭においてアンソニー・パーキンスが男優賞を受賞している。

## ストーリー
ヒロインに迫る年下男の名前が「シモン」からアメリカ人の「フィリップ」に変えられている。

## キャスト
| 役名                             | 俳優                         | 日本語吹替                        |
| 役名                             | 俳優                         | NETテレビ版                       |
| -------------------------------- | ---------------------------- | --------------------------------- |
| ポーラ・テシエ                   | イングリッド・バーグマン     | 水城蘭子                          |
| ロジェ・デマレ                   | イヴ・モンタン               | 原保美                            |
| フィリップ・ヴァン・デル・ベシュ | アンソニー・パーキンス       | 西沢利明                          |
| テレサ・ヴァン・デル・ベシュ     | ジェシー・ロイス・ランディス | 寺島信子                          |
| ギャビー                         | ユタ・テーガー               | 山本嘉子                          |
| ルシアン・フルーリー             | ピエール・デュクス           | 北村弘一                          |
| ナレーション                     | N/A                          | 矢島正明                          |
| 不明 その他                      |                              | 森川久美子 遠藤晴 上田敏也 緑川稔 |
|                                  |                              |                                   |
| 演出                             | 演出                         | 内池望博                          |
| 翻訳                             | 翻訳                         | 森みさ                            |
| 効果                             | 効果                         | 芦田公雄/熊耳勉                   |
| 調整                             |                              |                                   |
| 制作                             | 制作                         | 東北新社                          |
| 解説                             | 解説                         | 淀川長治                          |
| 初回放送                         | 初回放送                     | 1968年11月17日 『日曜洋画劇場』   |

## スタッフ
- 監督・製作：アナトール・リトヴァク
- 脚本：サミュエル・テイラー
- 撮影：アルマン・ティラール
- 音楽：ジョルジュ・オーリック